# 런민광창역 (상하이시)
런민광창역(중국어: 人民广场站, 인민광장역)은 중화인민공화국 상하이시 황푸 구에 위치한 상하이 지하철 역사로 1호선, 2호선, 8호선이 지나가며, 각각 환승을 할 수 있다.

## 개요
상하이 지하철 1호선, 2호선, 8호선이 지나가는 교통의 요지이다. 모두 합계 18개소의 출입구가 있다. 주변은 많은 관광 명소와 쇼핑 센터, 오피스에 둘러싸여 항상 혼잡하다.

## 주변
- 상하이 런민광창(上海人民広場)
- 상하이 박물관(上海博物館)
- 상하이 미술관(上海美術館)
- 상하이 대극원(上海大劇院)
- 난징루 (南京路歩行者天国)